# کوسه مسی
کوسه مسی (نام علمی: Carcharhinus brachyurus) نام یک گونه از تیره کوسه‌ماهیان درنده است.